# Ludwig von Wolzogen
Justus Philipp Adolf Wilhelm Ludwig Freiherr von Wolzogen (4 de febrero de 1773-4 de julio de 1845) fue un oficial militar de Wurtemberg, que sirvió durante las guerras napoleónicas.

## Biografía

### Primeros años
El padre de Wolzogen, Ernst Ludwig Freiherr von Wolzogen (1723-1774), fue un diplomático que sirvió al duque de Sajonia-Hildburghausen. Sus padres murieron cuando era un niño, e ingresó en la escuela militar Karlsschule de Stuttgart en 1781, a la edad de ocho años. Se unió al 1.º Batallón de la Guardia del Ejército de Wurtemberg en 1792. En 1794, después de ser comisionado como teniente segundo, fue transferido al Regimiento de Infantería Hügel. Poco después, ingresó en el Regimiento Hohenlohe del Ejército prusiano como enseña, con la esperanza de participar en la guerra de la Primera Coalición contra Napoleón; antes de tener la oportunidad de ser enviado al campo de batalla, la Paz de Basilea puso fin a las hostilidades entre los estados. Mientras estuvo en Prusia, conoció a Gerhard von Scharnhorst y se convirtió en miembro de su Sociedad Militar, un club de oficiales de ideas afines que discutían sobre asuntos militares.
A Wolzogen se le confió la educación del joven duque Eugenio de Wurtemberg en 1801. En 1804, retornó a Wurtemberg y fue promovido a mayor. En noviembre de 1805, era viceintendente general del destacamento de Wurtemberg, comandado por Honoré Charles Reille, que tomó parte en la guerra de la Tercera Coalición. En 1806, asistió a la boda de Catalina de Wurtemberg y Jerónimo Bonaparte. El 6 de octubre, se le dio el rango de teniente coronel, y fue nombrado comandante de la Infantería de Guardia.

### En Rusia
Wolzogen intentó reincorporarse al Ejército prusiano. Su dimisión en el puesto en Wurtemberg fue aceptada el 16 de mayo de 1807, pero los prusianos rechazaron su oferta. En su lugar, usó sus conexiones con el duque Eugenio y se le dio un puesto de oficial en el estado mayor del Ejército Imperial Ruso, en el que ingresó el 23 de septiembre. Durante los siguientes años, compiló varias obras académicas. El 14 de junio de 1812 fue promovido a coronel, y fue asignado al cuartel general de Michael Andreas Barclay de Tolly. Como tal, sirvió durante la invasión francesa de Rusia. A principios de 1813, Alejandro I de Rusia lo nombró uno de sus ayudantes en la guerra de la Sexta Coalición. Durante la batalla de Leipzig, se cercioró de la precaria disposición de las reservas del Príncipe Carlos Felipe de Schwarzenberg, y se apresuró a advertir a sus superiores. En reconocimiento de esto, fue promovido a mayor general. Después fue nombrado jefe de Estado Mayor en el III Cuerpo a las órdenes del gran duque Carlos Augusto de Sajonia-Weimar-Eisenach.

### Años de postguerra
El 5 de mayo de 1814 abandonó el Ejército ruso, y después de asistir al Congreso de Viena, se le dio el rango de mayor general en el Ejército prusiano el 24 de mayo. Fue miembro de la comisión que reorganizó el Cuerpo de Cadetes Prusiano, y fue responsable de la educación militar del futuro Guillermo I. También se unió al reformatorio Gesetzlose Gesellschaft zu Berlin. En 1818, fue enviado por Federico Guillermo III de Prusia a servir como plenipotenciario de su país en la Comisión Militar de la Confederación Germánica, que dirigía las fuerzas armadas de la unión. Permaneció en este puesto hasta su retiro, con el rango de general, el 12 de marzo de 1836. En 1820, se casó con Dorothea Therese Emilie von Lilienberg (1797-1872), con la que tuvo tres hijos y dos hijas.
Wolzogen es recordado hoy principalmente por sus memorias de guerra, así como por su breve aparición en la novela de León Tolstói Guerra y Paz.